# Alan Turing
Alan Mathison Turing (ur. 23 czerwca 1912 w Londynie, zm. 7 czerwca 1954 w Wilmslow k. Manchesteru) – brytyjski matematyk, informatyk i wojskowy. Zajmował się głównie matematyką stosowaną: probabilistyką, teorią obliczalności, kryptologią i biomatematyką.
Turing to jeden z pionierów informatyki jako twórca koncepcji maszyny Turinga. W czasie II wojny światowej pracował nad złamaniem szyfrów III Rzeszy, maszyny Enigma. Jeden z ojców sztucznej inteligencji, proponując test Turinga jako kryterium inteligencji; wywarł tym wpływ na filozofię umysłu.
Turinga upamiętniają między innymi pomniki, nazwa planetoidy, nagroda naukowa, film Gra tajemnic i brytyjski banknot pięćdziesięciofuntowy (£50).

## Życiorys

### Dzieciństwo i młodość
Jego ojciec, Julius Turing, był pracownikiem indyjskiej służby cywilnej (Indian Civil Service) i razem z żoną Ethel, z domu Stoney (1881–1976), mieszkał w Chatrapur niedaleko Madrasu w południowych Indiach. Tam też Alan Turing został poczęty jesienią 1911. Ponieważ rodzice przyszłego matematyka chcieli, aby dziecko urodziło się w Anglii, opuścili Indie i wrócili do Maida Vale w Londynie. 23 czerwca 1912 w Londynie urodził się Alan Mathison Turing. Turing miał starszego brata, Johna. Ojciec niedługo po jego narodzinach wrócił do Indii, natomiast matka wyjechała tam piętnaście miesięcy później – w połowie września 1913, pozostawiając Alana pod opieką nianiek.
Rodzice zapisali go do szkoły St Michael, gdy miał 6 lat.
W 1926 roku Alan Turing rozpoczął naukę w Sherborne School w Sherborne (Dorset). Początek jego nauki zbiegł się ze strajkiem generalnym w 1926 w Wielkiej Brytanii. Turingowi bardzo jednak zależało na obecności w szkole i aby przybyć na pierwszy dzień nauki, jechał na rowerze bez opieki ponad 60 mil (97 km) z Southampton do szkoły, zatrzymując się na noc w gospodzie. Od samego początku nauki wykazywał duże zdolności w dziedzinie nauk ścisłych, jednak źle czuł się w szkole, która kształciła przyszłą kadrę przywódczą Imperium Brytyjskiego.
Uczęszczając do Sherborne School, Turing odkrył swoją orientację homoseksualną. To skłoniło go do refleksji, które sprawiły, że porzucił myślenie religijne, stał się ateistą i przyjął przekonania racjonalistyczne.
Wówczas też zakochał się w Christopherze Morcomie. Ten jednak zmarł niedługo później, 13 lutego 1930, w wyniku powikłań spowodowanych bydlęcą odmianą gruźlicy, nabytej po wypiciu zarażonego krowiego mleka w dzieciństwie.

### Studia i praca naukowa

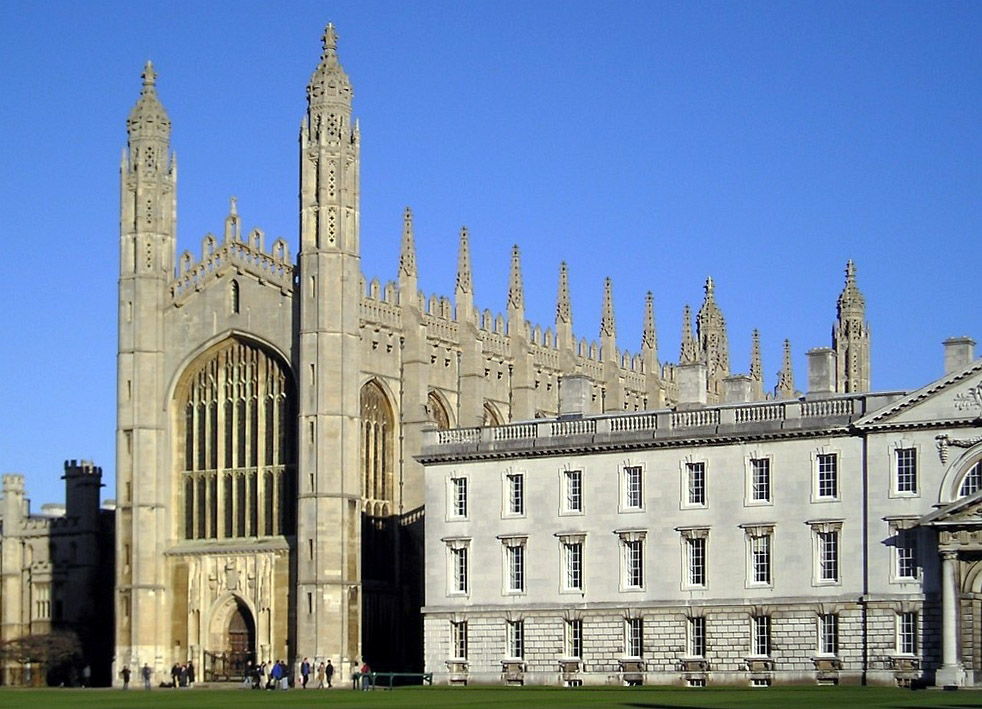
King’s College w Cambridge

Po śmierci Morcoma Turing zaczął jeszcze ciężej pracować, aż w 1931 roku uzyskał stypendium naukowe na King’s College w Cambridge.
Studiował tam matematykę od 1931 do 1934 roku, kończąc te studia z wyróżnieniem. W 1935 roku mając 22 lata obronił pracę doktorską, w której udowodnił wersję centralnego twierdzenia granicznego. Komisja oceniająca pracę nie wiedziała, że twierdzenie zostało już udowodnione przez Jarla Lindeberga w 1922 roku.
Przebywając w Cambridge Turing napisał swoją prawdopodobnie najważniejszą pracę matematyczną On Computable Numbers with an Application to the Entscheidungsproblem, czyli O liczbach obliczalnych i ich zastosowania do Entscheidungsproblem, której celem było rozwiązanie problemu rozstrzygalności, który został przedstawiony przez Davida Hilberta w 1928. To właśnie w niej wprowadził abstrakcyjną maszynę, która była w stanie wykonywać zaprogramowaną matematyczną operację, czyli algorytm. Maszyna mogła wykonać tylko jeden, określony algorytm, na przykład mogła podnieść liczbę do kwadratu, podzielić, dodać, odjąć. Według Turinga, liczby miały być podawane maszynie za pomocą papierowej taśmy podobnej do taśmy z melodią zapisaną dla pianoli. W swojej pracy Turing opisał wiele takich maszyn, które uzyskały wspólne miano maszyn Turinga. Rozszerzeniem tej koncepcji była tak zwana uniwersalna maszyna Turinga, która w zależności od instrukcji zapisanej na taśmie miała wykonywać dowolną operację. Turing sprowadził problem rozstrzygalności do problemu stopu, czyli tego, czy istnieje algorytm, który wskaże, czy program się zatrzyma, czy będzie działał w nieskończoność. Dowiódł, że taki algorytm nie istnieje. Zatem nawet uniwersalna maszyna Turinga nie była w stanie zidentyfikować wszystkich nierozstrzygalnych stwierdzeń. Było to ostateczne rozwiązanie problemu Hilberta. Dowód tego twierdzenia nazywany został dowodem Turinga. W tym samym czasie Alonzo Church, opiekun naukowy Turinga, niezależnie doszedł do takich samych wniosków, używając własnego rachunku lambda. Turing i Church innymi metodami doszli do tych samych wniosków, nazywanych Tezą Churcha-Turinga.
W tej samej pracy Turing przedstawił schemat pierwszego komputera przygotowany na podstawie prac Charlesa Babbage’a i jego projektu maszyny różnicowej nr 2. Był to projekt, którego realizacja wykraczała poza możliwości ówczesnej techniki, chociaż z inżynierskiego punktu widzenia był prawidłowy. Dzięki pracy O liczbach obliczalnych w wieku 26 lat Turing został uznany za jednego z najwybitniejszych matematyków świata. Bardzo szybko robił karierę naukową, został nawet członkiem King’s College.

### Wkład w kryptologię

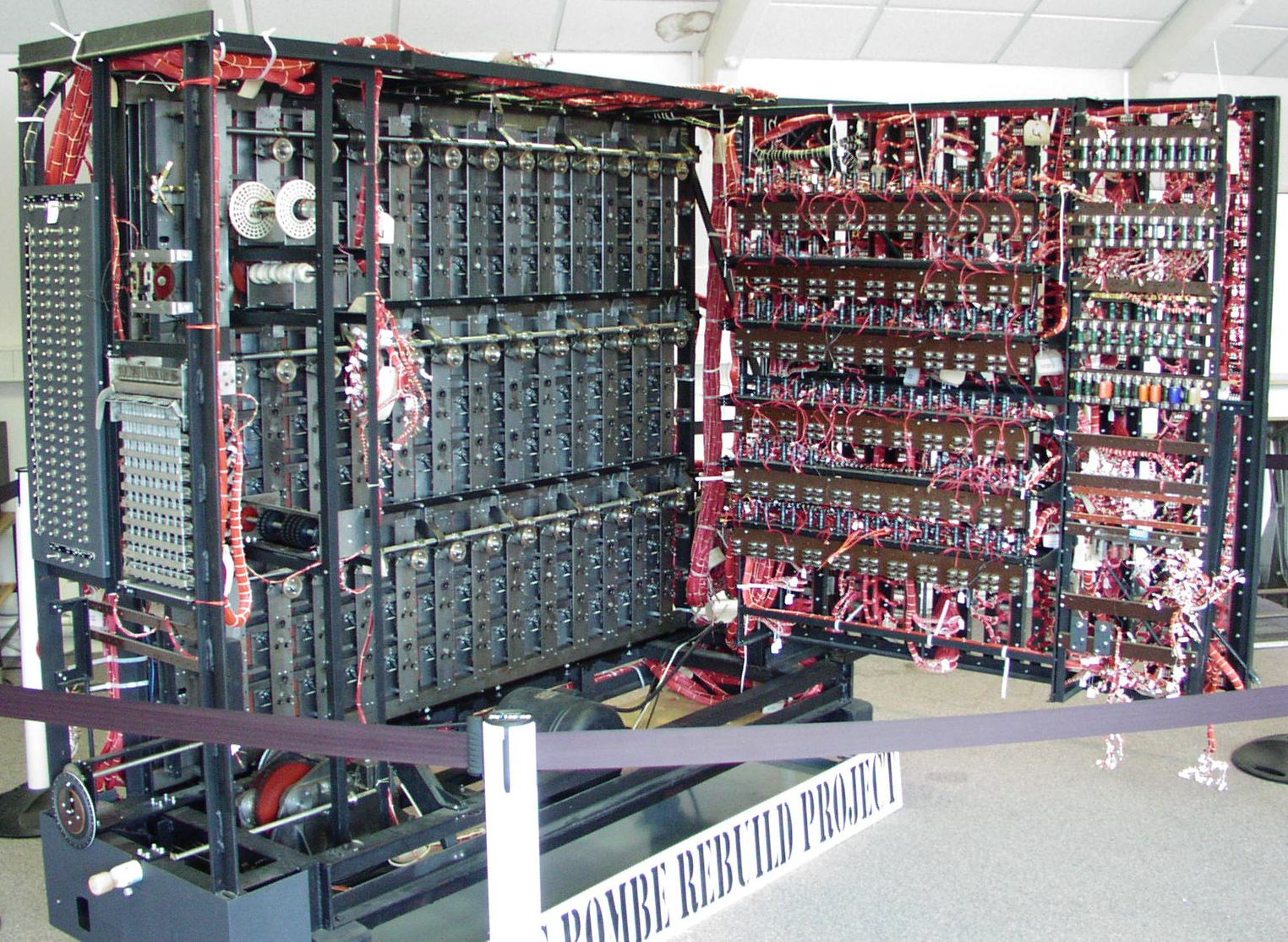
Muzealna replika bomby Turinga – widok ogólny...

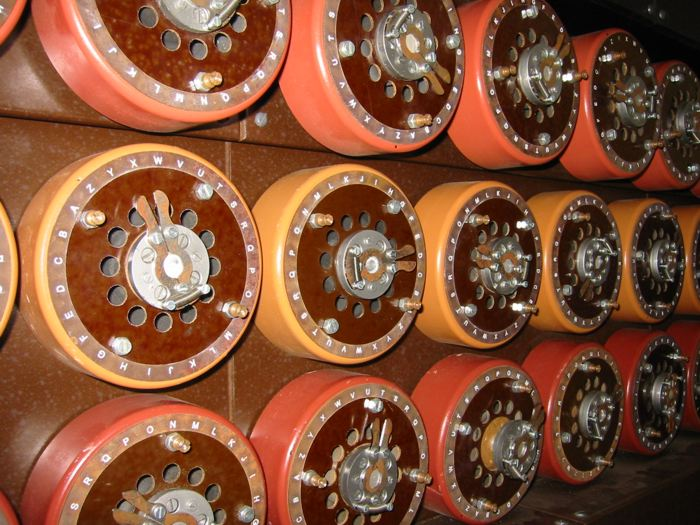
...i detal

W 1939 roku Rządowa Szkoła Kodów i Szyfrów zaproponowała Turingowi podjęcie pracy kryptoanalityka w Bletchley Park. Tam też matematyk (na przełomie 1939 i 1940 roku) zaprojektował tzw. bombę Turinga (częściowo opierając się na pracach polskich kryptoanalityków, np. Mariana Rejewskiego – zob. bomba kryptologiczna), urządzenie służące do łamania kodu Enigmy. Było to urządzenie, dzięki któremu rozszyfrowywanie wiadomości zapisanych przy użyciu niemieckiej maszyny szyfrującej było dużo prostsze, tańsze i skuteczniejsze. Bletchley posiadało piętnaście takich bomb, każdą przeznaczoną do jednej wiadomości.
W 1940 Turing opracował własną bombę kryptologiczną. Pierwsza wersja nie była wystarczająco szybka, więc 8 sierpnia przy współpracy matematyka Gordona Welchmana powstała jej ulepszona wersja zwana bombą Turinga-Welchmana. Było to jedno z pięciu najważniejszych osiągnięć kryptoanalitycznych Turinga w czasie II wojny światowej. Pozostałe to: wydedukowanie procedury dla wskaźnika używanego przez niemiecką marynarkę wojenną, opracowanie statystycznej procedury zwanej Banburismus pozwalającej na bardziej efektywne wykorzystanie bomb kryptologicznych, opracowanie procedur dla wypracowania ustawienia kół w Lorenz SZ 40/42 (Tuńczyk), pod koniec wojny wynalezienie przenośnych scramblerów o nazwie kodowej Delilah do bezpiecznej transmisji głosowej.
W styczniu 1940 spędził kilka dni w ośrodku wywiadu Bruno we Francji, w którym pracowali przerzuceni tam po wybuchu wojny polscy matematycy: Marian Rejewski, Jerzy Różycki i Henryk Zygalski. Brytyjczycy dostarczyli im wtedy również komplet wykonanych według polskich instrukcji w Bletchley Park arkuszy perforowanych zwanych płachtami Zygalskiego. Marian Rejewski, który był autorem wspomnień o tym wydarzeniu zapamiętał, że Turing był zainteresowany szczegółami połączeń wtyczkowych (Steckenverbindungen) w maszynie Enigma, a także trzyliterowymi kodami stosowanymi przez Luftwaffe.
Turing miał w Bletchley Park opinię człowieka ekscentrycznego. Jako alergik w czerwcu każdego roku cierpiał na katar sienny i chroniąc się przed alergenami, pracował w masce przeciwgazowej.
Pracując w Bletchley, Turing trenował biegi długodystansowe, czasami biegł 40 mil (64 km), gdy potrzebował dostać się do Londynu na spotkania na wysokim szczeblu, i miał formę biegacza na światowym olimpijskim poziomie.
Niedobór personelu w Bletchley Park uniemożliwiał rozszyfrowanie wielu wiadomości. W październiku 1941 Turing i jego współpracownicy zwrócili się wówczas bezpośrednio do Winstona Churchilla po dotacje na prace związane z kryptoanalizą. Dotacje te otrzymali. W lutym 1942 nastąpiła zmiana na stanowisku dyrektora Bletchley Park, nowym szefem został komandor Edward Travis. Rok później Bletchley posiadało już czterdzieści dziewięć bomb. Powstała także stacja bomb w Gayhurst Manor. Wówczas (pośrednio) publicznie ogłoszono rekrutację do Bletchley, publikując w „Daily Telegraph” krzyżówkę. Sześciu czytelników, którzy poprawnie ją rozwiązało i przeszło test zorganizowany przez MI-6, zostało zatrudnionych razem z Turingiem w Bletchley.
W 1941 Turing zaproponował małżeństwo współpracowniczce Joan Clarke, ale ich zaręczyny trwały krótko. Po jej chłodnej reakcji na wyznanie Turinga na temat jego homoseksualności zdecydował, że nie może się z nią ożenić.
W 1945 został odznaczony Orderem Imperium Brytyjskiego za zasługi w czasie II wojny światowej, ale jego dokonania na tym polu pozostawały tajemnicą przez wiele lat.

### Wkład w informatykę
Po wojnie zaprojektował jeden z pierwszych elektronicznych, programowanych komputerów. Był również pomysłodawcą tak zwanego testu Turinga – eksperymentu będącego próbą zdefiniowania sztucznej inteligencji.

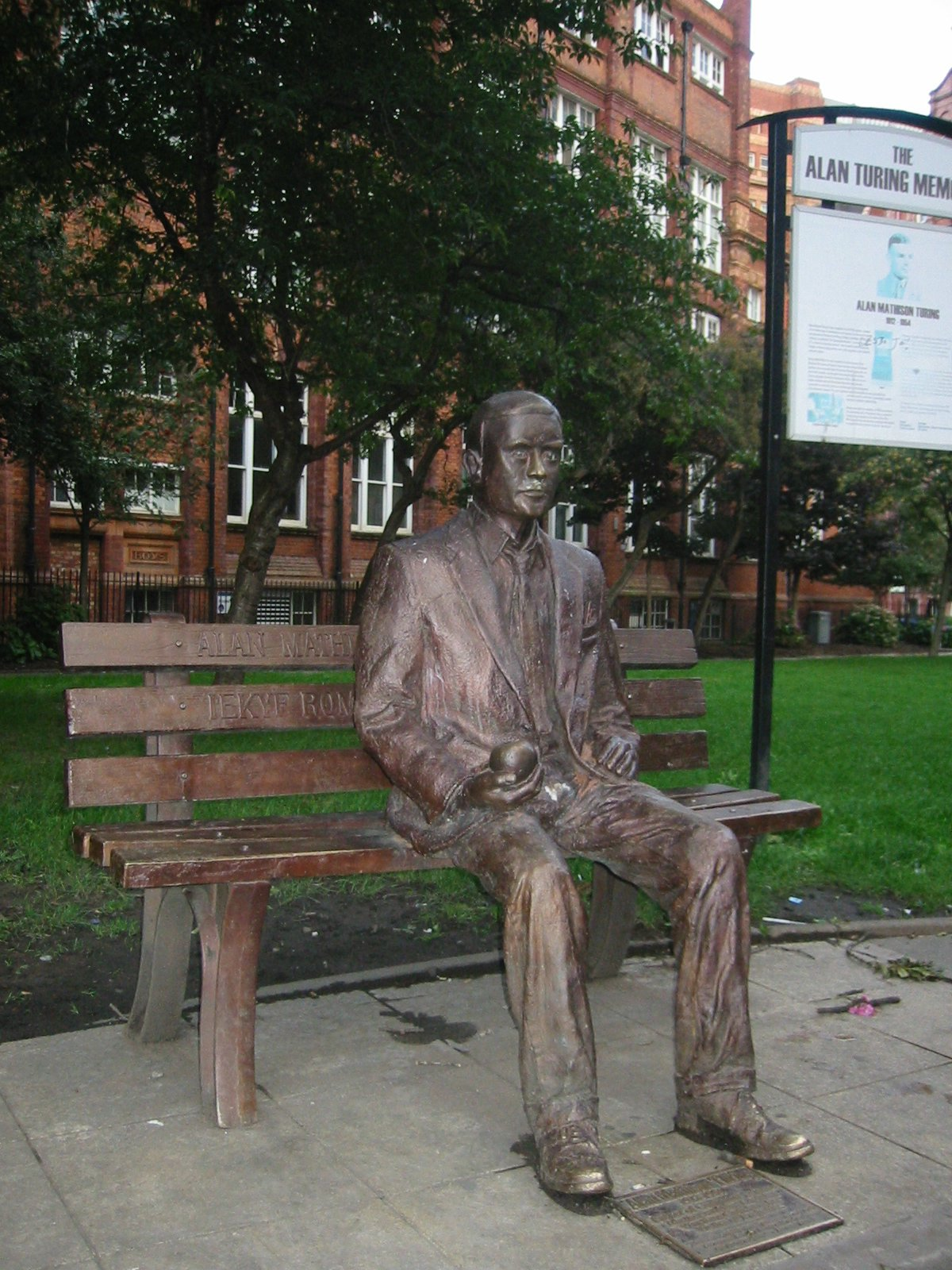
Pomnik Alana Turinga w Manchesterze

Od 1945 do 1947 roku mieszkał w Richmond, w Londynie. W tym czasie pracował nad projektem ACE (Automatic Computing Engine) w National Physical Laboratory (NPL). 19 lutego 1946 roku przedstawił referat, który był pierwszym szczegółowym projektem programu komputerowego. Chociaż praca von Neumanna First Draft of a Report on the EDVAC poprzedzała prace Turinga, to jednak była ona znacznie mniej szczegółowa. I choć ACE było możliwe do skonstruowania, tajemnica otaczająca wojenne projekty Bletchley Park doprowadziła do opóźnień w rozpoczęciu realizacji projektu, co rozczarowało Turinga. Pod koniec 1947 roku wrócił do Cambridge na roczny urlop i w tym czasie, pod jego nieobecność, zbudowano prototyp komputera (Pilot ACE). Swój pierwszy program zrealizował 10 maja 1950. ACE Turinga nigdy nie został zbudowany, ale wiele komputerów na całym świecie dużo mu zawdzięcza np. amerykański Bendix G-15.
W 1948 Turing został mianowany recenzentem w Katedrze Matematyki na Uniwersytecie w Manchesterze. W 1949 został zastępcą dyrektora Computing Laboratory i pracował tam nad oprogramowaniem dla jednego z pierwszych komputerów, Manchester Mark I. W tym czasie kontynuował swe prace teoretyczne. W artykule Computing Machinery and Intelligence (Maszyny obliczeniowe i inteligencja) Turing poruszył problem sztucznej inteligencji i zaproponował eksperyment, który stał się znany jako test Turinga. Jest to próba zdefiniowania normy dla maszyny określanej mianem „inteligentnej”. Idea polegała na tym, że o komputerze można powiedzieć, że „myśli”, jeśli człowiek przeprowadzający eksperyment nie jest w stanie stwierdzić poprzez konwersację czy ma do czynienia z człowiekiem czy z maszyną. W artykule Turing zasugerował, że zamiast budować program do symulacji dorosłych myśli, można by stworzyć prostszy do symulacji umysłu dziecka, a następnie poddać go kształceniu. Odwróconą formą testu Turinga jest, szeroko stosowany w Internecie, CAPTCHA (Completely Automated Public Turing test to tell Computers and Humans Apart), w którym maszyna sprawdza, czy ma do czynienia z maszyną, czy człowiekiem.
W 1948 pracując ze swoim byłym kolegą ze studiów, D.G. Champernownem, zaczął pisać program szachowy dla komputera, który jeszcze nie istniał. W 1952 brakowało komputera wystarczająco silnego, aby uruchomić program. Turing symulował więc pracę komputera, realizując ruch w czasie około pół godziny. Zapis szachowy tej partii jest dostępny w internecie. Program przegrał z kolegą Turinga Alickiem Glennie.
W 1948 wynalazł również metodę rozkładu LU, czyli rozkładu macierzy na macierz trójkątną dolną (ang. lower) i macierz trójkątną górną (ang. upper).

### Wkład w biomatematykę
Turing od 1952 aż do śmierci w 1954 roku pracował nad zagadnieniami biologii matematycznej, w szczególności nad procesem morfogenezy. W 1952 opublikował pracę pod tytułem The Chemical Basis of Morphogenesis, wysuwając hipotezę odnośnie do tworzenia się wzorców. Jego centrum zainteresowania w tym zakresie było zrozumienie filotaksji Fibonacciego, czyli istnienie liczb Fibonacciego w strukturze ulistnienia roślin. Posługiwał się równaniami reakcji-dyfuzji, co jest kluczowe w zakresie formowania się wzorców. Późniejsze prace pozostały nieopublikowane aż do 1992, kiedy opublikowano Dzieła zebrane A.M. Turinga. Jego prace są uważane za fundamentalne dzieło w tej dziedzinie.

### Oskarżenie o naruszenie moralności i śmierć

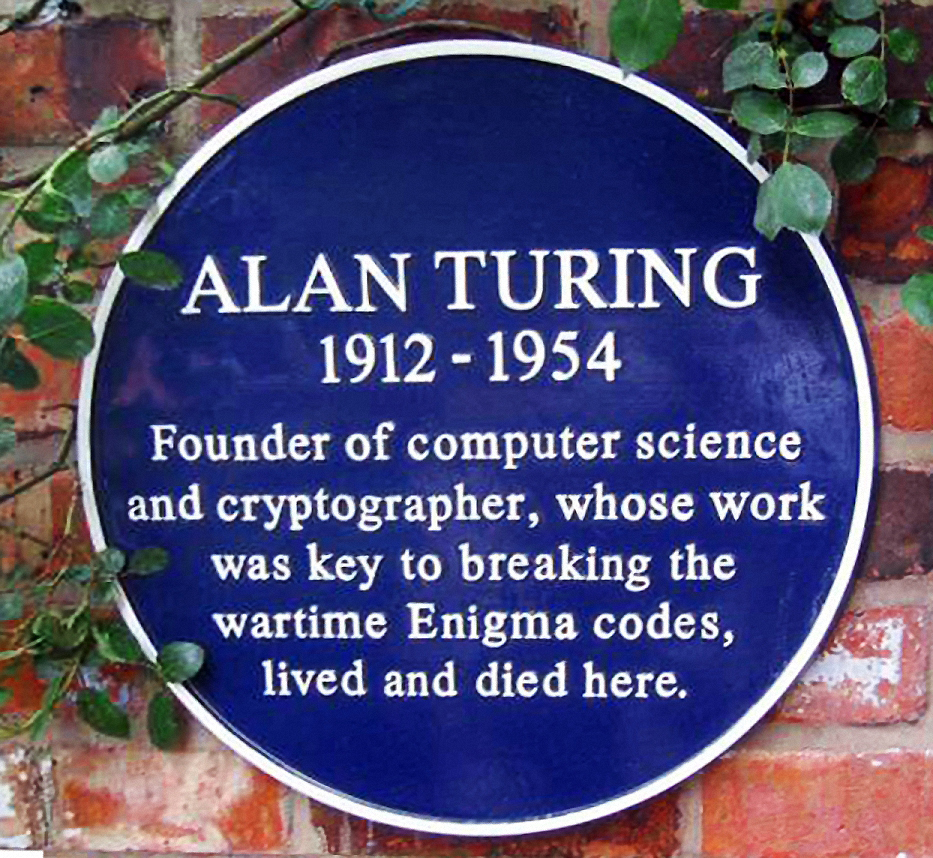
Tablica pamięci Turinga w Wilmslow, Cheshire

Kierujący wywiadem brytyjskim Stewart Menzies wiedział, że Turing był homoseksualistą, jednakże przez długi czas nie podejmowano żadnych kroków przeciwko niemu, gdyż ten nie stwarzał problemów w swoim otoczeniu, a z punktu widzenia powierzonych mu zadań był niezbędny. Postanowiono, że dopiero po 1944, gdy zakończy swe najważniejsze prace, będzie można się go pozbyć.
W styczniu 1952 Turing spotkał w kinie w Manchesterze Arnolda Murraya. Po lunchu Turing zaprosił go na weekend do swojego domu. Murray przyjął zaproszenie, ale się nie pojawił. Spotkali się ponownie w Manchesterze w poniedziałek po weekendzie i Murray zgodził się towarzyszyć Turingowi do jego domu. Kilka tygodni później Murray odwiedził dom Turinga ponownie i spędził tam noc. Tego samego roku włamano się do domu Turinga, o czym poinformował on policję. W trakcie śledztwa Turing potwierdził, że jest homoseksualistą. Seks homoseksualny był w Wielkiej Brytanii w tym czasie nielegalny i obaj zostali oskarżeni zgodnie z § 11 prawa karnego znowelizowanego ustawą z 1885 roku. Wówczas Turing został oskarżony o naruszenie moralności publicznej – za homoseksualne stosunki z 19-latkiem i wytoczono przeciwko niemu proces. Sąd dał mu wybór: więzienie albo terapię hormonalną. Turing wybrał terapię – konsultacje z psychiatrą i roczną kurację hormonalną – polegającą na przyjmowaniu estrogenu (kastracja chemiczna). Skutkiem ubocznym kuracji była między innymi ginekomastia.
Wskutek skazania Turing stracił certyfikat dostępu do poufnych informacji oraz odsunięto go od badań związanych z konstrukcją komputera. 7 czerwca 1954 zamknął się w swojej sypialni i popełnił samobójstwo. Znaleziono go martwego następnego dnia. Badanie przyczyn śmierci wykazało, że została ona spowodowana zatruciem cyjankiem. Gdy ciało Turinga zostało odnalezione, obok łóżka znajdowało się na wpół zjedzone jabłko i chociaż nie zostało ono poddane testom na obecność cyjanku, było przypuszczalnie nośnikiem, za pomocą którego śmiertelna dawka cyjanku została wprowadzona do organizmu. Prowadzący śledztwo ustalili, że Turing popełnił samobójstwo. Jego ciało zostało poddane kremacji w krematorium 12 czerwca 1954 r. Matka Turinga twierdziła stanowczo, że spożycie cyjanku musiało być przypadkowe, spowodowane przez nieostrożne przechowywanie chemikaliów laboratoryjnych przez syna. Biograf Andrew Hodges sugeruje, że Turing mógł popełnić samobójstwo w sposób budzący wątpliwości całkiem celowo, aby dać matce pewną możliwość pozostawania w przekonaniu o nieumyślności swego działania. David Leavitt zasugerował, że Turing odtworzył scenę, w której Zła Królowa zanurza swoje jabłko w trującym naparze, z animowanego filmu Walta Disneya Królewna Śnieżka i siedmiu krasnoludków z 1937 roku, jego ulubionej bajki.

### Epitafium Alana Turinga
Hyperboloids of wondrous Light
Rolling for aye through Space and Time
Harbour those Waves which somehow Might
Play out God’s holy pantomime

### Wpływ śmierci Alana Turinga
Czasopismo „New Statesman” opublikowało tekst krytykujący homofobiczne prawo. W maju 1954 konserwatysta David Maxwell Fyfe, będący wtedy ministrem spraw wewnętrznych, powołał komisję do zbadania zasadności zakazu seksu homoseksualnego zawartego w prawie. Prace komisji zakończyły się opublikowaniem 4 września 1957 tzw. Raportu Wolfendena, wskazującego jednoznacznie, że seks między dwoma mężczyznami nie powinien być karany, zaś sama homoseksualność nie jest chorobą psychiczną. Sam inicjator powstania komisji, Fyfe, był przeciwny wprowadzeniu w życie zaleceń raportu i udało się to dopiero po dojściu do władzy lewicowej Partii Pracy w 1964.

### Przeprosiny rządu brytyjskiego
Premier Gordon Brown we wrześniu 2009 przeprosił w imieniu rządu Wielkiej Brytanii za „całkowicie niesprawiedliwe” i „straszne” potraktowanie Turinga.
W 2013 królowa Elżbieta II pośmiertnie ułaskawiła Turinga. W 2014 r. powstał (o nim i jego pracy nad Enigmą) film pt. Gra tajemnic, w którym w rolę Turinga wcielił się Benedict Cumberbatch.
W 2019 przez Brytyjczyków został uznany za najwybitniejszą postać XX w. Pokonał tym samym innych finalistów: Pabla Picassa, Muhammada Alego, Martina Luthera Kinga Jr., Davida Bowiego, Ernesta Shackletona i Nelsona Mandelę.